# 板南線
板南線（別稱：藍線）是臺北捷運一條營運中的路線。依興建期間與階段營運所使用的路線名稱，又可分為南港線、板橋線和土城線三個路段，這三個路段是以西門站、府中站為分界，西門站以東為南港線，西門站到府中站為板橋線，府中站以南為土城線。
板南線為台北捷運路網中首條東西向路線，也是目前全路網運量最大的路線，串連了臺北、南港、板橋三座三鐵共構車站。過去臺北捷運公司曾以「藍線」的名稱整合原本是獨立定名的南港線與板橋線，但又同時將列車實際上是直通運行的這兩條路線合稱為「板南線」，並在土城線通車後仍持續使用此名稱，過去也曾合稱「南港－板橋－土城線」。

## 概要

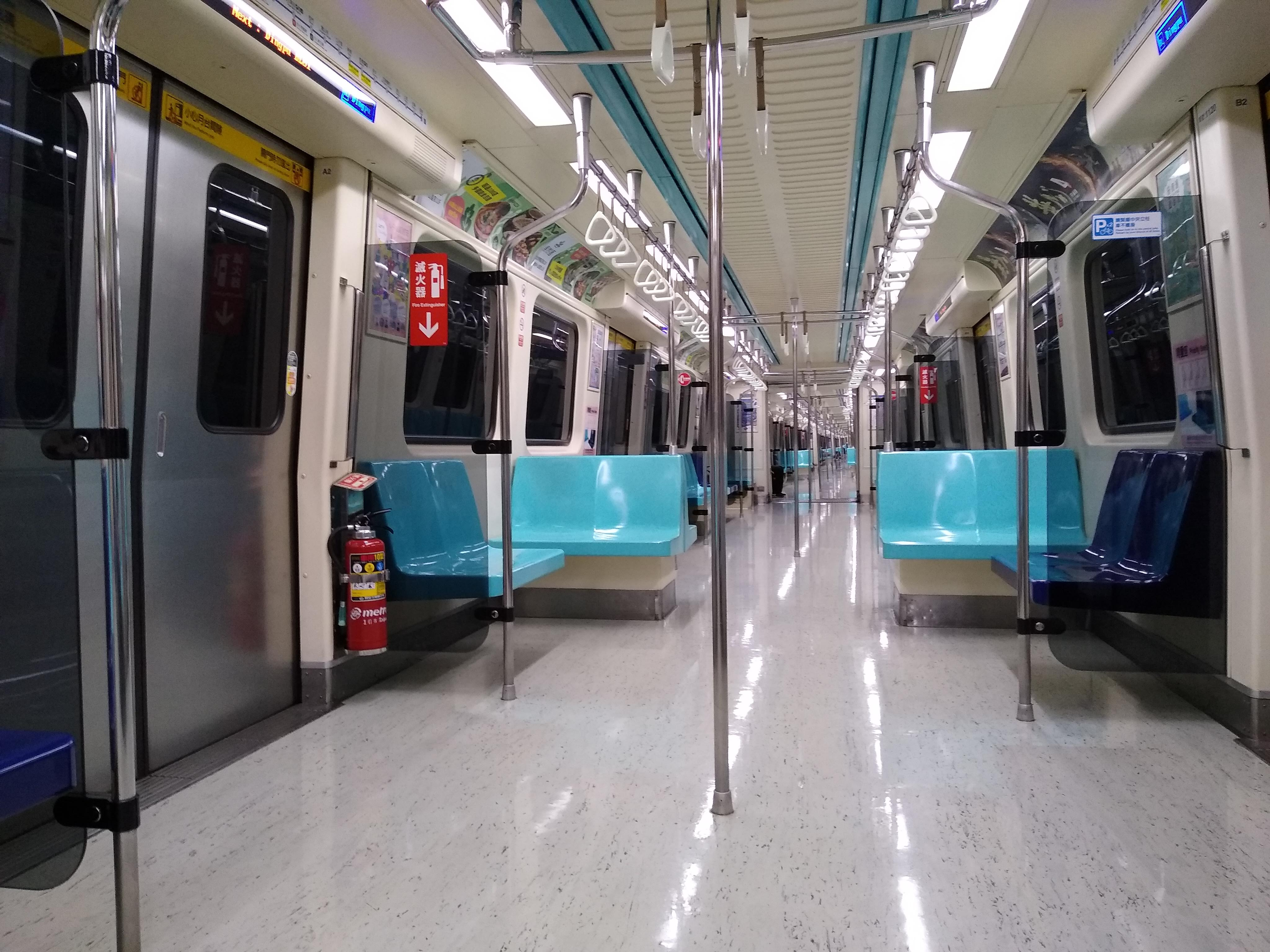
板南線車廂內部

板南線屬於高運量系統，全線皆為地下路線，是台北市中心區東西向的大型運輸幹線。路線東起南港展覽館站，沿忠孝東西路及中華路後，穿過新店溪，再沿文化路、縣民大道、金城路、中央路向西南延伸至頂埔站，全長28.2公里。
新北市汐止、三峽、鶯歌甚至基隆市的居民，均曾提出板南線繼續延伸的請求；但無論是南港還是土城的延伸段設計上並無預留繼續延伸的機制。依照目前的規劃，連結三峽、鶯歌的三鶯線為採用中運量高架形式建設，獨立於板南線之外，需在頂埔站轉乘；延伸至汐止、基隆的路線則與台鐵縱貫線大致平行，因此政府傾向由捷運化後的台鐵路線負責通勤運輸，或是另外規劃民生汐止線、基隆捷運。
本路線除了目前兩端終點站（南港展覽館站及頂埔站）這兩站皆裝設全高式月台門以外，其餘車站（南港站－永寧站）皆裝設半高式月台門。

## 歷史

### 「市政府－龍山寺」時期
- 1990年11月8日：南港線正式動工。
- 1991年12月30日：南港線台北車站西側地下街開工。
- 1992年1月：「龍山寺－新埔」動工。
- 1993年12月24日：南港線施工造成忠孝東路紹興街口路面下陷。
- 1998年10月30日：昆陽站與後山埤站間之潛盾隧道工程貫通。
- 1999年7月：板橋線第二階段及土城線「新埔－永寧」動工。
  - 12月24日：「市政府－龍山寺」段正式啟用通車。

### 「昆陽－新埔」時期
- 2000年8月31日：「龍山寺－新埔」段正式啟用通車。
  - 12月30日：「昆陽－市政府」段正式啟用通車。
- 2001年9月17日：納莉颱風致使南港線嚴重積水停駛。
  - 11月29日：遭納莉颱風積水受創之台北車站恢復通車。
- 2003年12月30日：南港線東延段南港站開工動土。
- 2004年11月17日：南港線東延段南港展覽館站開工動土。
- 2006年5月27日：「板橋－土城」段開放試乘（9:00～11:00）。

### 「昆陽－永寧」時期
- 2006年5月31日：「新埔－永寧」段正式啟用通車。[12][c]
- 2008年5月16日：南港線東延段電聯車行駛至南港站整合測試開始。

### 「南港－永寧」時期
- 2008年11月30日：土城線延伸頂埔段正式動工。
- 2008年12月25日：「南港－昆陽」段啟用通車。
- 2009年7月4日：南港展覽館站隨內湖線月台通車開放使用，並同時啟用南港線南港站至南港展覽館站間免費接駁公車（由指南客運行駛），以減低忠孝復興站的運量負擔。
- 2010年1月20日：頂埔站地下站體正式動工。

### 「南港展覽館－永寧」時期
- 2011年2月27日：南港展覽館站南港線月台隨「南港展覽館—南港」段通車啟用，並在下午三點停駛兩站之間免費接駁公車。
- 2014年5月21日：板南線一輛列車，在龍山寺站、江子翠站區間，發生鄭捷隨機殺人事件。
  - 10月11日：臺北捷運公司宣布營運路線名稱與編號，本路線確定名字為板南線並編號為5號線。
- 2015年4月18日：土城線「永寧－頂埔」段進行穩定性測試作業，原永寧始發與作為終點的列車，實際上改為頂埔始發與作為終點，永寧站二月台到站後清車開往頂埔，頂埔站不提供載客服務。
  - 6月6日：台北市政府辦理頂埔站初勘作業。[13]
  - 6月23日：交通部辦理頂埔站履勘作業。[14]

### 板南線全線通車

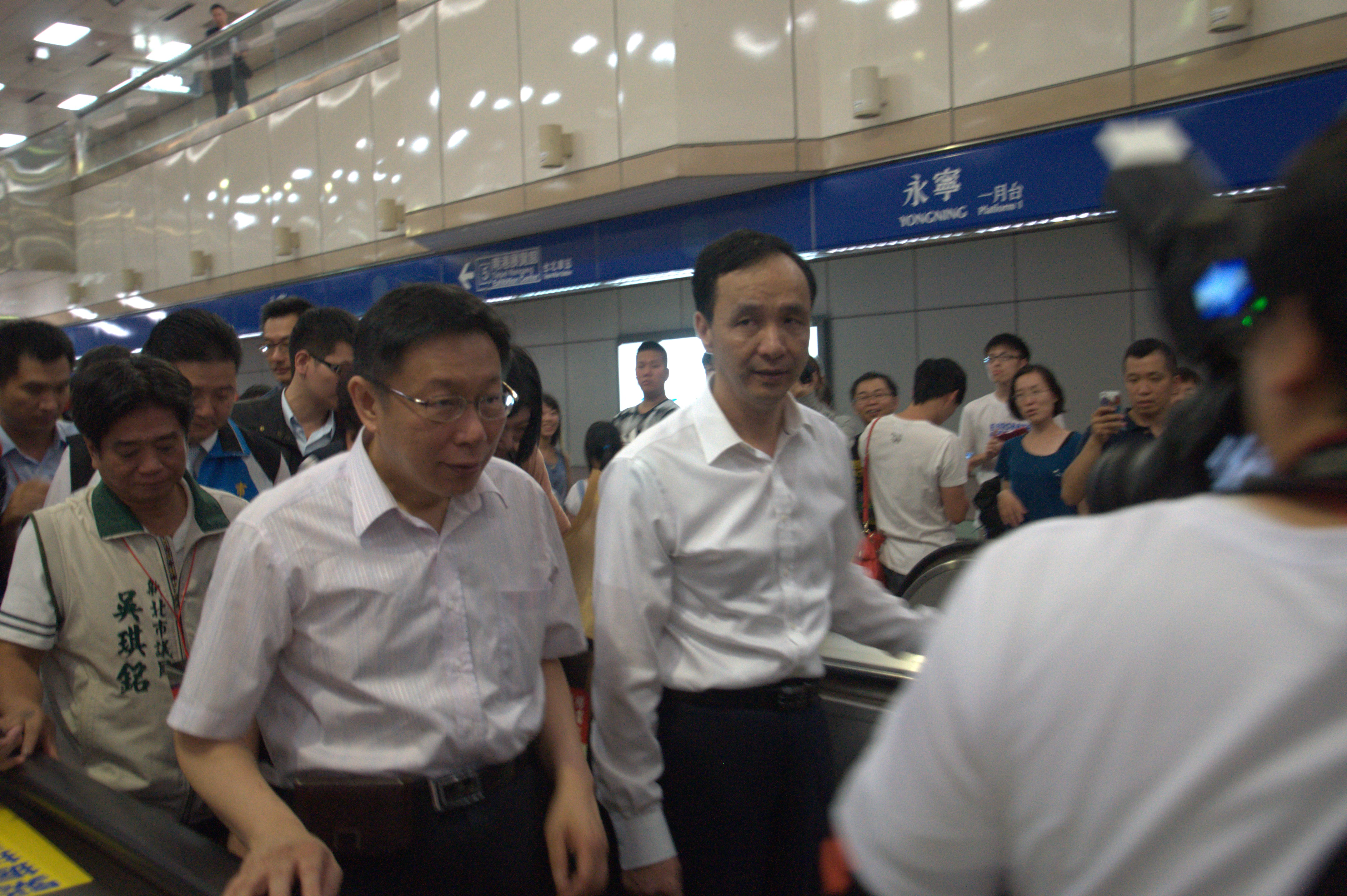
時任雙北市長共同出席臺北捷運頂埔站的通車典禮，2015年7月6日。

- 2015年7月6日：「永寧－頂埔」段正式通車啟用。[15]板南線自此全線正式通車。
- 2016年10月：臺北捷運公司宣布開始分階段進行車站站名增加編號作業，以「路線顏色英文字首」加「車站序號數字」為編碼原則，原5號線調整為編號「BL」。[16]
- 2018年9月：随着土城站的月台閘門投入使用，至此本路線的所有車站皆有月台門。
- 2020年2月10日：南港線昆陽站至南港展覽館站路段於晚間18時53分及19時26分發生2次供電電纜異常，隨後捷運公司立即採取其餘路段班距調整及昆陽站至南港展覽館站單線雙向營運，並啟動同路段的免費公車接駁作業，直到收班後維修人員於深夜時段修復完成後的2月11日恢復正常營運。

## 列車營運模式
目前營運區間：
- 「頂埔-南港展覽館」：全程車。
- 「亞東醫院-南港展覽館」區間車：由於土城機廠列車進出都須靠亞東醫院站進出，為了配合土城機廠作業運行、方便列車檢修及有效運用列車班次而所開行的區間路線。
- 「江子翠-南港展覽館」：加班車。
- 「亞東醫院→昆陽」加班車：1.週一至週五（含政府公告的補行上班日）的晨昏尖峰時段及週一至週日深夜時段加開，以單向區間行駛[d][17]。2.晚間區間收車(不限平日)，於晚間區間車會陸續將列車駛至昆陽站收車回南港機廠。此模式過去在「永寧-昆陽」尚未通車到南港站以前與全程車交叉發車，直到南港站通車後為止。
- 「板橋→昆陽」加班車，目前僅有車次285於早上使用此模式載客
- 「南港→頂埔」：轉運列車，0:00正班車過後加開。
- 「板橋→南港展覽館」：轉運列車，0:00正班車過後加開。
- 「忠孝復興→頂埔」：轉運列車，南港站轉運列車過後再加開。

板南線車次編號：
- 201～209：「亞東醫院－南港展覽館」區間列車
- 210～243：「頂埔-南港展覽館」全程列車
- 281～284、286～289：「亞東醫院→昆陽」加班車
- 285：「板橋→昆陽」加班車

廢止營運區間：
- 「市政府－龍山寺」：1999年南港線正式通車的模式。
- 「市政府－新埔」：2000年8月南港線與板橋線部分路段通車的模式。
- 「昆陽－新埔」：2000年12月南港線市政府站至昆陽站通車的模式。
- 「昆陽－永寧」：2006年板橋線與土城線通車銜接後的模式。
- 「南港－永寧」：2008年南港線昆陽站通車至東延段南港站的模式。
- 「南港－亞東醫院」：2008年東延段南港站至土城線的區間車模式。
- 「南港展覽館－永寧」：2011年東延段南港站通車至南港展覽館站的模式，直到2015年7月6日土城線頂埔延伸段通車為止。
- 「南港－台北車站」：2020年10月3-4日台北白晝之夜夜間營運模式。

## 使用列車
- C321型-36列
  - 編組：101/102～115/116（103/104～115/116、125/126為ABB推進器改裝列車）、119/120～171/172、175/176（原117/118）
- C341型-6列
  - 編組：201/202～211/212（211/212為數位列車）

## 營運時間與班距
- 營運時間：05:50～01:11
- 平均班距：
  - 平常日（週一至週五）
    - 06:00～07:00：約6～8分鐘。
    - 07:00～09:00：約5分鐘，重疊區間[e]約2.5分鐘，其中板橋往昆陽方向，於07:40～08:40加開列車班次，平均班距約2分15秒。
    - 09:00～17:00：約9～10分鐘，重疊區間約4.5～5分鐘。
    - 17:00～23:00：約7分鐘，重疊區間約3.5分鐘。
    - 23:00以後：約8～12分鐘（僅行駛【南港展覽館－頂埔】模式）。

  - 例假日（週六、週日及國定假日）
    - 06:00～08:00：約8～10分鐘（僅行駛【南港展覽館－頂埔】模式）。
    - 08:00～11:00：約9～10分鐘，重疊區間約4～5分鐘。
    - 11:00～17:00：約8分鐘，重疊區間約4分鐘。
    - 17:00～19:00：約7分鐘，重疊區間約3.5分鐘。
    - 19:00～23:00：約9分鐘，重疊區間約4.5分鐘。
    - 23:00以後：約8～12分鐘（僅行駛【南港展覽館－頂埔】模式）。[18]

## 車站
| 路線      | 路線   | 編號 | 工程代碼            | 名稱                  | 名稱                                       | 站體型式 | 所在地                | 所在地                                       | 交會路線                                                                                   |
| 路線      | 路線   | 編號 | 工程代碼            | 中文                  | 英文                                       | 站體型式 | 所在地                | 所在地                                       | 交會路線                                                                                   |
| --------- | ------ | ---- | ------------------- | --------------------- | ------------------------------------------ | -------- | --------------------- | -------------------------------------------- | ------------------------------------------------------------------------------------------ |
| BL 板南線 |        |      |                     |                       |                                            |          |                       |                                              |                                                                                            |
| 土城線    |        | BL01 | BL36                | 頂埔                  |                                            | 地下     | 新北市                | 土城區                                       | 新北捷運三鶯線                                                                             |
| 土城線    |        | BL02 | BL37                | 永寧                  |                                            | 地下     | 新北市                | 土城區                                       | 不適用                                                                                     |
| 土城線    |        | BL03 | BL38                | 土城                  |                                            | 地下     | 新北市                | 土城區                                       | 萬大樹林線                                                                                 |
| 土城線    |        | BL04 | BL39                | 海山 （新北高工）     |                                            | 地下     | 新北市                | 土城區                                       | 不適用                                                                                     |
| 土城線    |        | BL05 | BL40                | 亞東醫院              |                                            | 地下     | 新北市                | 板橋區                                       | 不適用                                                                                     |
| 土城線    |        | BL06 | BL1                 | 府中 （林家花園）     |                                            | 地下     | 新北市                | 板橋區                                       | 不適用                                                                                     |
| 板橋線    |        | BL06 | BL1                 | 府中 （林家花園）     |                                            | 地下     | 新北市                | 板橋區                                       | 不適用                                                                                     |
|           | BL07   | BL2  | 板橋                |                       | 臺灣高速鐵路 · 臺灣鐵路縱貫線北段 · 環狀線 | 地下     | 新北市                | 板橋區                                       |                                                                                            |
|           | BL08   | BL3  | 新埔 （致理科大）   |                       | 環狀線：新埔民生                           | 地下     | 新北市                | 板橋區                                       |                                                                                            |
|           | BL09   | BL4  | 江子翠              |                       | 不適用                                     | 地下     | 新北市                | 板橋區                                       |                                                                                            |
|           | BL10   | BL5  | 龍山寺 （艋舺商圈） |                       | 臺北市                                     | 地下     | 萬華區                | 臺灣鐵路縱貫線北段：萬華                     |                                                                                            |
|           | BL11   | BL6  | 西門                |                       | 臺北市                                     | 地下     | 萬華區                | 松山新店線                                   |                                                                                            |
| 南港線    | BL11   | BL6  | 西門                | 中正區                | 臺北市                                     | 地下     |                       | 松山新店線                                   |                                                                                            |
| 南港線    |        | BL12 | BL7                 | 中正區                | 臺北市                                     | 地下     | 台北車站              |                                              | 臺灣高速鐵路 · 臺灣鐵路縱貫線北段 · 淡水信義線 · 松山新店線：北門 · 桃園機場捷運：台北車站 |
| 南港線    |        | BL13 | BL8                 | 中正區                | 臺北市                                     | 地下     | 善導寺 （華山）       |                                              | 不適用                                                                                     |
| 南港線    |        | BL14 | BL9                 | 中正區                | 臺北市                                     | 地下     | 忠孝新生 （台北科大） |                                              | 中和新蘆線                                                                                 |
| 南港線    | 大安區 | BL14 | BL9                 |                       | 臺北市                                     | 地下     | 忠孝新生 （台北科大） |                                              | 中和新蘆線                                                                                 |
| 南港線    |        | BL15 | BL10                | 忠孝復興              | 臺北市                                     | 地下     |                       | 文湖線                                       |                                                                                            |
| 南港線    |        | BL16 | BL11                | 忠孝敦化              | 臺北市                                     | 地下     |                       | 不適用                                       |                                                                                            |
| 南港線    |        | BL17 | BL12                | 國父紀念館            | 臺北市                                     | 地下     |                       | 不適用                                       |                                                                                            |
| 南港線    | 信義區 | BL17 | BL12                | 國父紀念館            | 臺北市                                     | 地下     |                       | 不適用                                       |                                                                                            |
| 南港線    |        | BL18 | BL13                | 市政府                | 臺北市                                     | 地下     |                       | 不適用                                       |                                                                                            |
| 南港線    |        | BL19 | BL14                | 永春                  | 臺北市                                     | 地下     |                       | 環狀線                                       |                                                                                            |
| 南港線    |        | BL20 | BL15                | 後山埤 （五分埔商圈） | 臺北市                                     | 地下     |                       | 不適用                                       |                                                                                            |
| 南港線    | 南港區 | BL20 | BL15                | 後山埤 （五分埔商圈） | 臺北市                                     | 地下     |                       | 不適用                                       |                                                                                            |
| 南港線    |        | BL21 | BL16                | 昆陽                  | 臺北市                                     | 地下     |                       | 不適用                                       |                                                                                            |
| 南港線    |        | BL22 | BL17                | 南港                  | 臺北市                                     | 地下     |                       | 臺灣高速鐵路 · 臺灣鐵路縱貫線北段 · 基隆捷運 |                                                                                            |
| 南港線    |        | BL23 | BL18                | 南港展覽館            | 臺北市                                     | 地下     |                       | 文湖線 · 基隆捷運                            |                                                                                            |

### 月台配置
- 島式月台：南港展覽館－臺北車站、龍山寺－板橋、亞東醫院－頂埔
- 島式疊式月台：西門
- 側式疊式月台：府中

## 紀念章
本線於2015年2月11日開始採用「車站專屬紀念章戳」，各站的紀念章如下：
- 南港展覽館站：

南港展覽館、該站5號出口造型。
- 南港站：

南港車站北側出口建築、極限運動中心。
- 昆陽站：

該站公共藝術「旋」、南港機廠。
- 後山埤站：

五分埔商圈的服飾店。
- 永春站：

永春陂舊址碑、永春市場。
- 市政府站：

臺北市政府建築、市府轉運站。
- 國父紀念館站：

國父紀念館、國軍國聯。
- 忠孝敦化站：

樟樹大道之藝術通風井。舊版有書店意象指涉誠品書店敦南店。
- 忠孝復興站：

SOGO復興店、東區地下街。
- 忠孝新生站：

台北科大校門、建國玉市與光華商場。
- 善導寺站：

善導寺、華山1914文化創意產業園區。
- 臺北車站：

臺北車站、新光三越百貨建築、台鐵、高鐵。
- 西門站：

西門紅樓、中山堂、電影影帶、琵琶。
- 龍山寺站：

艋舺龍山寺、華西街夜市、西昌街的青草巷。
- 江子翠站：

音樂公園、華江碼頭。
- 新埔站：

板橋花市、新埔市場。
- 板橋站：

板橋車站建築、板橋435藝文特區。
- 府中站：

林本源園邸、枋橋建學碑。
- 亞東醫院站：

亞東醫院、該站出口、湳仔溝自行車道。
- 海山站：

該站公共藝術「牧場」、公館溝步道。
- 土城站：

土城國小、土城市民農園。
- 永寧站：

承天禪寺、土城桐花公園。
- 頂埔站：

頂埔科技園區、永福岩祖師廟。

## 外部連結
- 臺北大眾捷運股份有限公司（繁體中文） （页面存档备份，存于）